# Schlacht um Elmina 1637

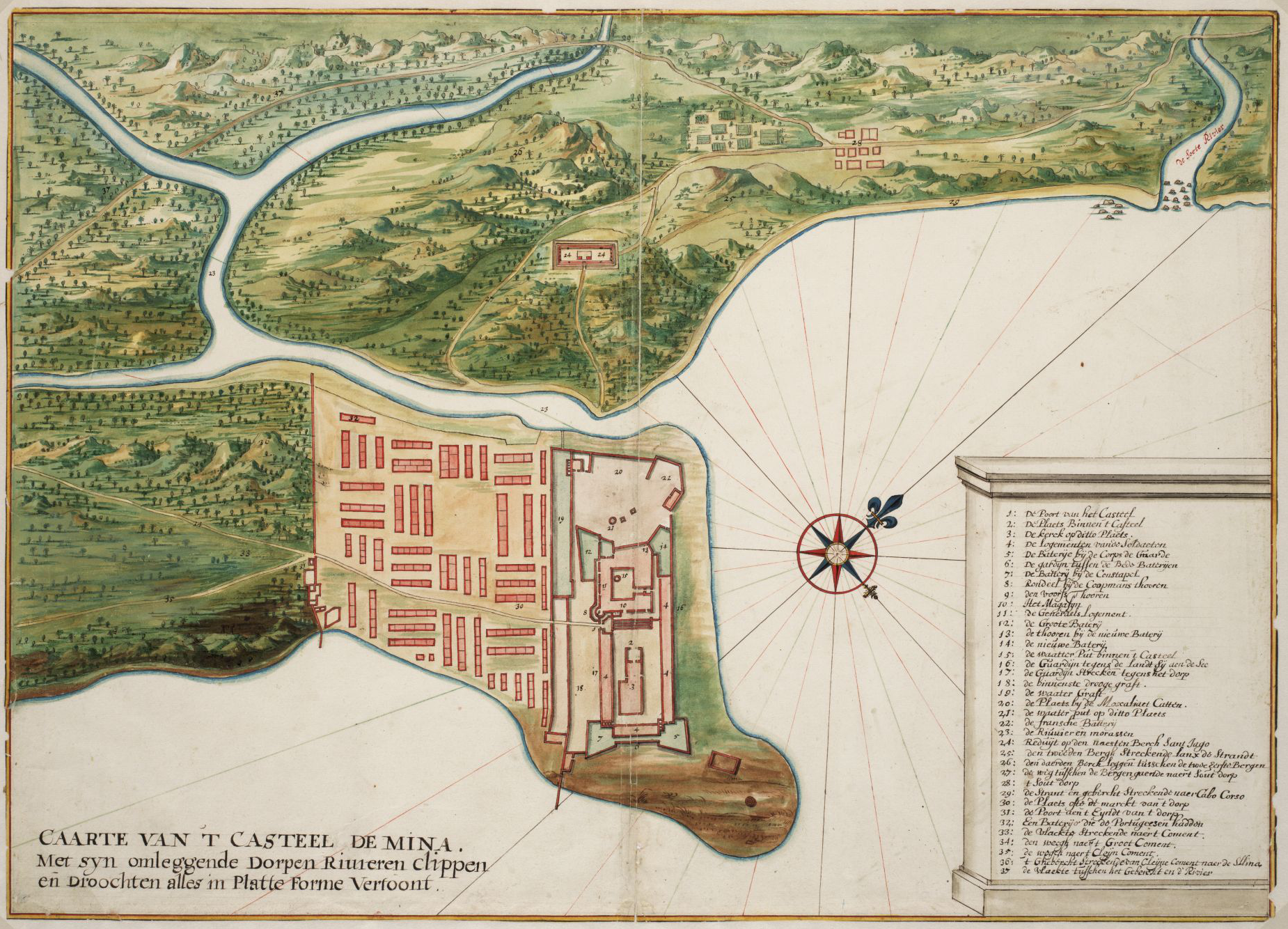
Karte von Elmina um 1660, auf dem St. Jago-Hügel bereits die von den Niederländern errichtete Festung Fort Sao Jago da Mina

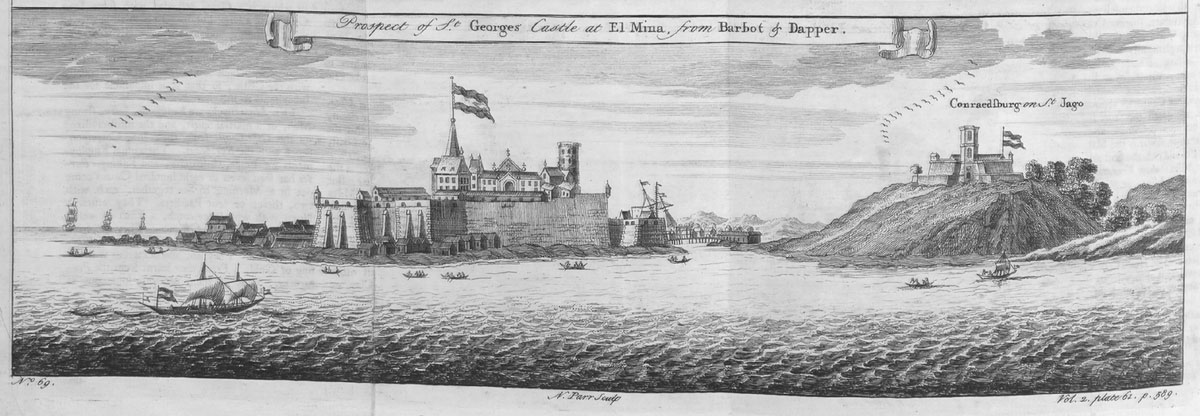
Spätere Ansicht, die die strategische Position des Jago-Hügels deutlich macht

Die Schlacht um Elmina 1637 dauerte vom 24. bis 29. August 1637 und endete mit der Eroberung der Stadt Elmina an der Goldküste (dem heutigen Ghana) einschließlich ihrer portugiesischen Festung São Jorge da Mina durch die Niederländer. Die Schlacht war Bestandteil des Niederländisch-Portugiesischen Krieges und ihr Ergebnis bedeutete die Entmachtung der Portugiesen an diesem Teil der Küste Westafrikas und den Beginn einer jahrhundertelangen Dominanz der Niederländer dort.

## Verlauf
1637 zog die Niederländische Westindien-Kompanie neun Schiffe von ihren Streitkräften ab, die die Portugiesen in Brasilien attackierten, und schickte sie in den Kampf um den wichtigsten und ältesten portugiesischen Stützpunkt in Westafrika, Fort São Jorge da Mina in der Stadt Elmina. Hans Coine wurde zum Kommandeur der Flotte ernannt, zu der 1300 Männern gehörten. Am 24. Juli landeten sie in der Nähe von Cape Coast und begannen mit Kanus den Sweet River herunter zu fahren Richtung des portugiesischen Stützpunktes. Diese Armee umfasste 800 Soldaten, die Proviant für drei Tage mit sich führten. Unterstützt wurden die Niederländer durch 1000 bis 1400 bewaffnete Afrikaner aus Eguafo und Asebu.
Coine identifizierte einen St. Jago genannten Hügel, der die Festung São Jorge da Mina überragte, als zentral für die Eroberung der Festung. Etwa 1000 Einheimische Verbündete der Portugiesen befanden sich allerdings rund um diesen Hügel und hinderten die Niederländer an seiner Eroberung. Coine sandte vier Kompanien gegen sie, die aber vollständig aufgerieben wurden. Eine zweite niederländische Einheit griff den Hügel jedoch von einer anderen Seite an und trieb die einheimischen Kämpfer in die Flucht. Die Portugiesen und ihre Verbündeten unternahmen zwei erfolglose Versuche zur Vertreibung der Gegner von dem Hügel. Nach dem zweiten erfolglosen Versuch zogen sich die Portugiesen in eine Redoute auf der Hügelspitze zurück. Die Redoute wurde auf der einen Seite durch einen hölzernen Wall geschützt, auf der anderen durch einen Fluss. Coine entschied, den Fluss zu durchwaten und ein Mörsergeschütz und zwei Kanonen in Stellung zu bringen und vom Hügel herab auf die Festung zu schießen. Nach zweitägigem Beschuss forderte er die Besatzung der Festung zur Übergabe auf. Der portugiesische Gouverneur erbat einen dreitägigen Waffenstillstand, den Coine verweigerte, da er nur noch Proviant für einen weiteren Tag hatte. Er brachte weitere Kräfte auf dem Jagohügel in Stellung und fuhr mit dem Bombardement der Festung fort. Das Bombardement war jedoch nicht sehr effektiv und Coine erkannte, dass er entweder noch am selben Tag die Festung stürmen oder den Eroberungsversuch aufgeben musste. Er positionierte Grenadiere auf dem Hügel, aber noch bevor sie angreifen konnten, erklang eine Schamade aus der Festung als Zeichen, dass man zur Kapitulation bereit sei und zwei Portugiesen wurden als Unterhändler ausgesandt, um die Bedingungen der Übergabe zu klären.
Dem Gouverneur, der Garnison und allen portugiesischen Bürgern der Stadt wurde erlaubt Elmina unter Zurücklassung ihrer Schwerter und sonstigen Waffen auf einem Boot Richtung der im portugiesischen Besitz befindlichen Insel São Tomé zu verlassen. Die Niederländer durften sämtlichen zurückgelassenen Besitz einschließlich Gold, Silber und Sklaven übernehmen.
Die Niederländer errichteten 1652 mit der Coenraadsburg (oder Festung Fort Sao Jago da Mina) eine weitere Festung auf dem Jago-Hügel, um zukünftige Eroberungen der Hauptfestung von diesem Punkt aus zu verhindern.

## Belege
1. ↑  Universal History (1760), p.10
2. ↑  Universal History (1760), p.10
3. ↑  Ellis (1893), p.43.
4. ↑  Universal History (1760), p.11
5. ↑  Ellis (1893), p.45.
6. ↑  Ellis (1893), p.45.